# Orestes

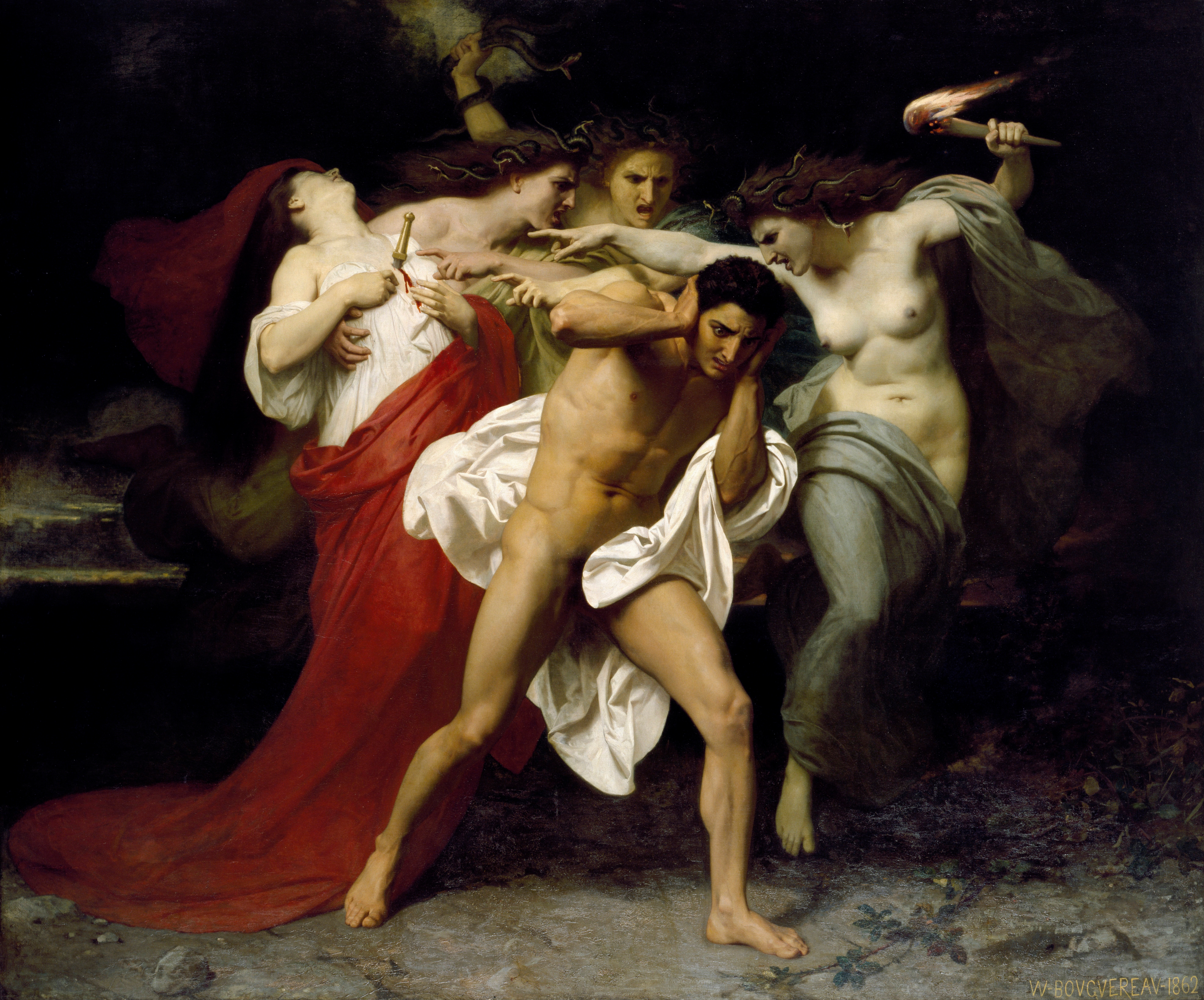
William Adolphe Bouguereau: Orestes und die Erinnyen (Rachegöttinnen)

Orestes (altgriechisch Ὀρέστης Oréstēs; deutsch auch Orest) ist in der griechischen Mythologie der Sohn des Agamemnon und der Klytaimnestra. Seine Schwestern sind Iphigenie (Iphimede), Chrysothemis und Elektra (Laodike).

## Mythos

### Flucht vor Aigisthos
Agamemnon zog in den Trojanischen Krieg und war zehn Jahre abwesend. Klytaimnestra heiratete Aigisthos, ohne eine Wiederkehr des Gatten zu erwarten. Als Agamemnon heimkehrte, ermordete sie ihn als Vergeltung für die Opferung Iphigenies.
Aigisthos wollte dann auch Orestes töten. Dessen Amme Geilissa oder Arsinoe oder Laodameia rettete ihn, indem sie Aigisthos, als er die Herausgabe des Orestes forderte, ihren eigenen Sohn übergab und er so den falschen tötete. Elektra schickte nun Orestes zu Strophios, dem König von Phokis, dessen Gattin Anaxibia eine Schwester des Agamemnon war. Strophios erzog ihn zusammen mit seinem Sohn Pylades und so wurden die beiden sehr gute Freunde.

### Rache der Ermordung Agamemnons
Elektra bat Orestes, die Ermordung ihres Vaters zu rächen. So befragte Orestes acht Jahre nach der Bluttat das Orakel von Delphi, das ihm zur Rache riet. Er zog nach Mykene und gab sich als Herold des Strophios aus, der den Tod des Orestes verkünden und seine Asche nach Hause bringen soll. Nachdem er eine Locke auf dem Grab seines Vaters niedergelegt hatte, gab er sich seiner Schwester Elektra zu erkennen und tötete Aigisthos und seine Mutter Klytaimnestra. Die Söhne des Nauplios kamen Aigisthos zu Hilfe und wurden von Pylades getötet.

### Sühne des Muttermordes
Die Erinnyen (Rachegöttinnen) seiner Mutter schlugen Orestes mit Wahnsinn und verfolgten ihn. Niemand wollte ihn aufnehmen wegen der Ermordung seiner eigenen Mutter. So musste er zum Beispiel in Troizen in einem Zelt vor dem Tempel des Apollon wohnen, weil den Einwohnern verboten war, ihn aufzunehmen, bevor er von seiner Tat gereinigt war.
Schließlich kam er nach Athen, wo seine Tat auf dem Areopag verhandelt wurde. Zwei Rechtsgüter standen sich gegenüber: Der Schutz der Mutter vor Versehrtheit und die Forderung nach Gattentreue und Mordbestrafung. Bisher war zugunsten der Mutter entschieden worden. Orestes Tat veränderte die Rechtsprechung. Um die Ermordung des Vaters durch Klytaimnestra zu rächen, hatte er seine Mutter im Auftrag Apollons getötet. Im Prozess plädierte die Göttin der Stadt, Athene, zu seinen Gunsten. Ihre Stimme gab den Ausschlag – Orestes wurde freigesprochen.
Doch selbst jetzt ließen ihn die Erinnyen nicht völlig in Ruhe. Ein Orakel weissagte ihm, er könne sich von dem Fluch nur dann vollständig erlösen, wenn er in das Land der Tauren ginge. Dort solle er aus dem Tempel der Artemis Orthia die Götterstatue rauben und sie dem Gott Apollon (dem Bruder der Artemis) nach Griechenland bringen. Orest machte sich gemeinsam mit seinem Freund Pylades auf nach Tauris. Dort wirkte seine Schwester Iphigenie im Tempel als Priesterin der Artemis, wovon sie nichts wussten. Sitte und zudem Iphigenies Aufgabe war es, Fremde der Göttin Artemis zu opfern.
Als nun Orest und Pylades in Tauris ankamen, sollten auch sie geopfert werden. Iphigenie erkannte jedoch in ihnen Griechen. Sie unterbreitete den Fremden ein Angebot. Sie würde nur einen der Fremden opfern, wenn der andere ihrem Bruder Orest einen Brief nach Griechenland bringe. Durch diese Bitte erkannten sich die Geschwister. Nun wollte Iphigenie sowohl ihren Bruder als auch dessen Freund Pylades retten. Sie erdachten sich folgenden Plan: Iphigenie erzählte dem Taurerkönig Thoas, dass die Artemisstatue durch Orest, der sich des Muttermords schuldig gemacht hatte, entweiht worden war. Daher müsse sie diese sowie die Opfer im Meer reinigen, wobei kein Taurer hinsehen dürfe. Als die Taurer nun aber am Meer ihre Blicke abwandten, flohen Iphigenie, Orest und Pylades mit dem Schiff nach Griechenland. Die Artemisstatue nahmen sie mit und stellten sie im Artemistempel in Brauron (in Attika) auf. Nach anderer Überlieferung brachten sie sie nach Sparta. Orest war nun endgültig geheilt.

### Regentschaft

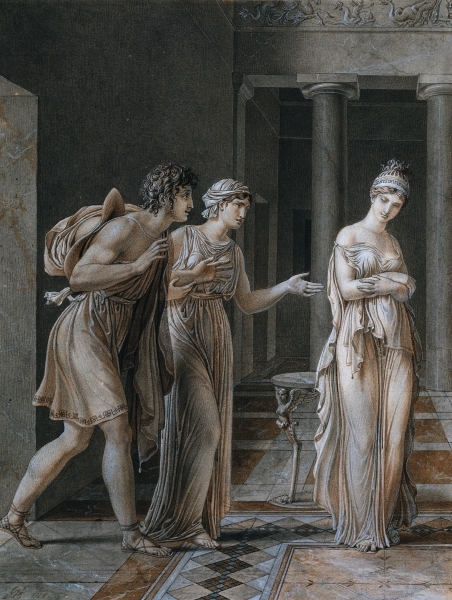
Anne-Louis Girodet-Trioson, Orestes und Hermione, um 1800

Nun kehrte er in seine Vaterstadt Mykene zurück und übernahm die Regierung, die inzwischen entweder Aletes, der Sohn des Aigisthos, oder sein Onkel Menelaos innehatte. Er heiratete Hermione, die Tochter von Helena und Menelaos, die zuerst mit Neoptolemos (Pyrrhos), dem Sohn des Achilleus, verheiratet gewesen war. Mit ihr wurde er der Vater des Tisamenos. Neoptolemos raubte Hermione. Orestes verfolgte ihn bis nach Delphi und tötete ihn. Orestes soll auch Erigone, die Tochter des Aigisthos, geheiratet und mit ihr den Penthilos gezeugt haben.
Als Kylarabes, der König von Argos, kinderlos verstarb, übernahm er noch diese Regentschaft. Als auch Menelaos starb, hielt man dessen Kinder mit einer Nebenfrau, Nikostratos und Megapenthes, für unwürdig, König von Sparta zu werden, und übertrug die Regierung ebenfalls an Orestes.

### Tod
Später zog Orestes nach Arkadien und siedelte dort. Im hohen Alter von 90 Jahren starb er durch den Biss einer Schlange. Er wurde in Tegea begraben. Liches, ein Spartaner, fand das Grab des Orestes in einer Schmiede und brachte seine Gebeine nach Sparta.

## Orestes in der Literatur, auf Reliefs und in der Musik
Antike Literatur
- Aischylos hat den Stoff des Mythos in der Orestie behandelt, der einzigen tragischen Trilogie des perikleischen Zeitalters, die vollständig erhalten ist.
- Auch Euripides stellte Orestes in den Mittelpunkt seiner Tragödien Orestes und Iphigenie bei den Taurern.
- Cicero zitiert in seinem Werk Laelius über die Freundschaft ein Stück von Marcus Pacuvius über Orestes als Beispiel für Freundschaft.[3]

Bildhauerarbeiten – Reliefs und Skulpturen
- Stadtrömische Orestsarkophage aus dem 2. Jahrhundert n. Chr. zeigen Reliefs mit Szenen aus der Orestie des Aischylos und der Tragödie Iphigenie bei den Taurern des Euripides.

- Der Rietschelgiebel ist ein 1840 vom Bildhauer Ernst Rietschel für das erste Königliche Hoftheater der Stadt Dresden geschaffenes Giebelrelief. Das Relief mit dem Titel „Allegorie der Tragödie“ stellt Motive aus der Orestie plastisch dar. Im Mittelpunkt des Reliefs steht eine symbolhafte Figur, die keinen direkten Bezug zum Szenenablauf hat: Melpomene, die Muse der Tragödie. Sie teilt den Giebel in eine Allegorie, die für die blutige, von den Göttern bestimmte Vergangenheit steht und eine, die als Hinweis auf eine vom Menschen selbstbestimmte Gegenwart und Zukunft zu verstehen ist. Heute ist das Relief Rietschels am Burgtheater auf der Bautzener Ortenburg platziert.[4]

Literatur der Neuzeit
- Oreste, eine Tragödie Voltaires, wurde 1750 uraufgeführt.
- Bei Johann Wolfgang von Goethe ist er eine der Hauptpersonen in seinem Drama Iphigenie auf Tauris (1787), welches von Orestes Schwester Iphigenie handelt.
- Eine moderne Bearbeitung des Mythos findet sich in Jean-Paul Sartres Les Mouches (1943), deutsch: Die Fliegen.
- Jonathan Littell nimmt in seinem Roman Die Wohlgesinnten (2006) Bezug auf den Orestes-Mythos.

Opern
- Georg Friedrich Händel griff in seiner Oper Oreste (1734) auf die Orestes-Sage zurück.
- Christoph Willibald Gluck widmet sich dem Stoff in der tragischen Oper Iphigénie en Tauride (1779).
- Die 1819 uraufgeführte Oper Ermione von Gioachino Rossini behandelt Orestes’ Mord an Pyrrhos.
- Felix Weingartner schuf die Oper Orestes nach eigenem Text (Uraufführung 1902 in Leipzig).
- In Richard Strauss’ Oper Elektra (1909) ist Orestes einer der Protagonisten.
- Ernst Krenek komponierte 1928/1929 die Oper Leben des Orest (Uraufführung 1930).
- Manfred Trojahn komponierte eine Oper Orest (Uraufführung im Dezember 2012 an De Nederlandse Opera Amsterdam).

Bearbeitungen von modernen Bands
- Die britische Independent-Band Cranes veröffentlichte 1996 das experimentelle Konzeptalbum La tragédie d’Oreste et Électre, eine Bearbeitung von Sartres Les Mouches.
- Die US-amerikanische Heavy-Metal-Band Virgin Steele verarbeitete den Stoff zu ihrer Metal-Oper The House of Atreus (Uraufführung 1999 unter dem Titel Klytaimnestra oder Der Fluch der Atriden am Landestheater Schwaben unter Walter Weyers in Memmingen).
- A Perfect Circle veröffentlichten auf ihrem Debütalbum Mer de Noms (2000) den Titel Orestes, der einen nachdenklichen Orestes vor der Rache an seiner Mutter beschreibt.

## Benennungen nach Orestes
- Der Mount Orestes in der Antarktis ist nach ihm benannt.